# Engoeri
De Engoeri (Georgisch: ენგური, Engoeri, Russisch: Ингур, Ingur, Abchazisch: Егры, Egry) is een rivier in westelijk Georgië met een lengte van 213 km. De Engoeri ontspringt in Noordoost-Svanetië vlak bij de Sjchara, de hoogste bergtop van Georgië, en mondt uit in de Zwarte Zee, nabij het plaatsje Anaklia.
Sinds het Georgisch-Abchazisch conflict (1992-1993), is de rivier belangrijk voor zowel de Georgische als de Abchazische troepen. De enige legale oversteekmogelijkheid over de Engoeri is de 870 m lange Engoeri-brug die tussen 1944 en 1948 door Duitse krijgsgevangenen werd gebouwd. Er zijn ook tal van illegale veerverbindingen over de rivier.
Sinds 1987 bevindt zich in de rivier de Engoeri-dam, het grootste bouwwerk in de Kaukasus, die goed is voor ongeveer 40% van de Georgische energieproductie. De dam is 271,5 meter hoog en 750 meter lang.